# Cedric Coward
Cedric De'Von Coward (Fresno, California, 11 de septiembre de 2003) es un baloncestista estadounidense que pertenece a la plantilla de los Memphis Grizzlies de la NBA. Con 1,98 metros de estatura, juega indistintamente en las posiciones de escolta o alero. 

## Trayectoria deportiva

### Universidad
Comenzó su carrera universitaria en la Universidad Willamette, de la División III de la NCAA. En su única temporada con los Bearcats, promedió 19,4 puntos y 12,0 rebotes por partido y fue nombrado Novato del Año de la Northwest Conference e incluido en el mejor quinteto de la misma.
Tras esa primera temporada, fue transferido a los Eastern Washington de la Universidad Eastern Washington, donde en su primera temporada promedió 7,3 puntos y 5,6 rebotes por partido. La temporada siguiente promedió 15,4 puntos, 6,7 rebotes y 1,7 asistencias, por lo que fue incluido en el mejor quinteto de la Big Sky Conference. Al término de la temporada se apuntó al portal de transferencias de la NCAA.
Se comprometió con los Cougars de la Universidad Estatal de Washington. Sufrió una lesión en el hombro que puso fin a la temporada tras haber disputado tan solo seis partidos con el equipo. Hasta ese momento estaba liderando a los Cougars en anotación, con 17,7 puntos por partido, a los que añadió 7 rebotes y 3,7 asistencias.
Después de su temporada senior, Coward ingresó al portal de transferencias a la vez que se declaraba elegible para el Draft de la NBA. El 28 de abril de 2025, se comprometió con Duke, pero mantuvo su nombre en el draft. Tras participar en el NBA Draft Combine, un evento de varios días que se lleva a cabo antes del draft para probar jugadores, el 24 de mayo anunció que renunciaría a jugar en Duke y permanecería en la lista de candidatos para el draft.

### Profesional
Fue elegido en la uncécima posición del Draft de la NBA de 2025 por los Portland Trail Blazers, pero esa misma noche fue traspasado a los Memphis Grizzlies a cambio de los derechos sobre Yang Hansen.